# آي بي 71
آي بي 71 (بالإنجليزية: IB71)‏ هو فيلم جاسوسية وتشويق هندي، يستند الفيلم على قصة اختطاف الطائرة الهندية عام 1971. الفيلم من إخراج وسيناريو سانكالب ريدي. شارك بالفيلم الممثل الهندي سانكالب ريدي، وكان منتج للفيلم أيضًا، وهو أول عمل إنتاجي له. صدر الفيلم في 12 مايو 2023.

## قائمة الممثلين
- سانكالب ريدي بدور عميل الاستخبارات الهندية ديف جموال.
- أنوبام خير بدور رئيس المخابرات الهندية.
- فايزان خان بدور أشفق قريشي.
- داني سورا مثل سيكندر.
- سوفرات جوشي عميل سانجرام.
- هوبي ضاليوال بدور الجنرال عبد الحميد خان.
- داليب تاهيل بدور ذو الفقار علي بوتو.
- شاهناواز برادهان بدور يحيى خان.